# Agata Karczmarek
Agata Jadwiga Jaroszek-Karczmarek, née le 29 novembre 1963 et morte le 18 juillet 2016, est une sauteuse en longueur et une gymnaste artistique polonaise .

## Biographie
Elle participe aux épreuves de gymnastique aux Jeux olympiques d'été de 1980 à Moscou, terminant septième du concours par équipes. Elle dispute ensuite aux Jeux olympiques d'été de 1988, 1992 et 1996 le concours de saut en longueur, se classant respectivement aux 7e, 10e et 6e rangs.
Elle est médaillée de bronze de saut en longueur aux Championnats du monde d'athlétisme en salle 1997 à Paris.